# 尾山令仁

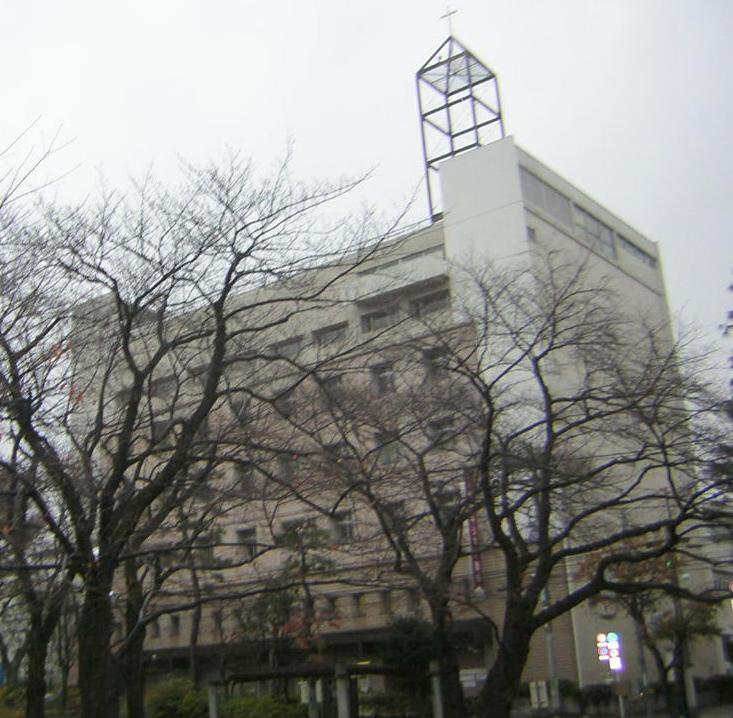
聖書キリスト教会

尾山 令仁（おやま れいじ、1927年1月15日 - 2023年5月16日）は、日本の牧師、神学者、聖書学者、神学校教師、神学博士。聖書キリスト教会元会長牧師。日韓親善宣教協力会会長、厚木聖書キリスト教会主任牧師。
号は「唯人」。
陸軍経理学校、早稲田大学大学院博士課程修了。戦後、日本の福音派指導者として聖書信仰の確立のために働く。大学時代にキリスト者学生会を設立。日本プロテスタント聖書信仰同盟の3代目実行委員長として日本福音同盟の結成に関わる。第2回日本伝道会議京都宣言起草委員長。
長男の尾山謙仁は牧師。娘婿の岡野俊之は牧師。次男の尾山清仁は聖書キリスト教会会長牧師。孫の岡野義喜は牧師。

## 生い立ち
会社員の家庭に生まれた。父親は若い頃に洗礼を受けていたが、熱心なクリスチャンではなかった。
3人兄弟で兄と妹がいた。同居していたクリスチャンの伯父は青年時代の尾山に影響を与えた。
職業軍人となるため17歳で早稲田中学校から陸軍経理学校に入った。
経理学校時代は陸軍全体の雰囲気からキリスト教に対して偏見を持っていた。
空襲の激化によって陸軍経理学校は東京から石川県金沢市に疎開し、そこで敗戦を迎えた。
敗戦の翌年、早稲田大学に入学した。
英語を習うため教会のバイブル・クラスに行き、ここで教えていたヘンリー・イケモト軍曹（後に中佐で退役）の誘いでGIゴスペル・アワーに出席した。

### クリスチャンとなって
1946年11月30日の晩、GI・ゴスペル・アワーで中田羽後牧師の伝道説教を聞いて、イエス・キリストを受け入れ、救われた。
その時「自分が罪人であることを知ると共に、…それら一切の罪が、主イエス・キリストに赦されたのだという確信が湧いてきた。」尾山はその回心をデイヴィッド・ブレイナードの日記を引用し「言い知れぬ栄光を拝した」と表現している。
早稲田大学は空襲で教室が不足していたので日曜日も授業を行うと決定した。
主日礼拝を守られなくなる尾山は反対運動をはじめ、この礼拝を守るための運動からキリスト者学生会を設立した。
1947年3月、日本基督教団鷺宮家教会にて、山本和牧師から洗礼を受けたが、信仰的に相容れなかったため、聖書信仰の教会に転会した。
ある朝のディヴォーションの時、牧師として召された尾山は、在籍していた建築科から転学試験を受け、文学部の西洋史に移った。
1949年に新しく開校した東京基督神学校に入学した。大学3年生であった尾山は大学と並行して神学校の授業を受けた。
この神学校が二つに分かれたため、1951年に東京神学塾に移り、1953年、村瀬俊夫と共に神学校卒業後、聖書信仰の学問的地位向上のため、早稲田大学大学院に入学した。

## ミニストリー

### 開拓伝道
尾山は宣教師団体や既存のキリスト教会で働く道を断り、自主独立の開拓伝道によることを決意した。
当時、聖書信仰の教会は少なく、多くのプロテスタントで焼香など偶像崇拝が行われていた。
また、外国の団体の資金援助に頼る教会も多かった。
1953年3月15日の日曜日から路傍伝道を始めた。
その一年後の復活祭で洗礼を授けた7人が高田馬場教会（現聖書キリスト教会）の最初の受洗者である。
尾山はこの洗礼を執行するため1954年3月12日に按手礼を受けた。

### 聖書信仰
聖書信仰に立った教会形成をし、日本における聖書信仰の確立に尽くしてきた。1959年にプロテスタント百周年を祝う大会、日本宣教百年記念聖書信仰運動が開かれた。この年、リベラルなグループは福音派とは別に百周年記念を持っていた。プロテスタントは、リベラル派（エキュメニカル派）と聖書信仰派（福音派）の両陣営にわかれ、聖書信仰運動から日本プロテスタント聖書信仰同盟が生まれた。後に、日本プロテスタント聖書信仰同盟、日本福音連盟、日本福音宣教師団を三創立会員として日本福音同盟が結成された。その時、日本福音同盟の副実行委員長となった。1985年度から1988年度と1990年度の日本福音同盟理事。
1961年9月に成立した新改訳聖書刊行協力会（後の新改訳聖書刊行会であり、さらにその後の新日本聖書刊行会）により新改訳聖書の翻訳者に選ばれ、出エジプト記とヨシュア記を翻訳した。

### 謝罪
1956年、ディヴォーションの時マタイによる福音書5章から、尾山は、日本帝国による植民地支配や第二次世界大戦における占領時の被害について、アジアの人々への謝罪が必要であることを示した。そしてフィリピンに行って半年の間、謝罪運動を行った。
1961年、台湾、東南アジア、インドネシア、シンガポールの謝罪運動に向かった。
1963年12月、大韓民国に謝罪に行った。1903年、朝鮮は近代化に遅れた国で、宣教や教育を通して先導、啓導すべきという認識が主流で、朝鮮総督府はキリスト教を積極的に利用した。提岩里事件で日本によって焼き討ちされた教会を再建することで、償いのしるしをしめし、謝罪を表明すると決意した。1970年9月23日に献堂式が行われた。日本人の最初の伝道者乗松雅休を知る由もなし、知っていたら水原市（スウォンし、朝: 수원시）に行った。
1997年には朝鮮民主主義人民共和国への謝罪運動を行い、尾形守牧師らが参加した。
2014年、日韓親善宣教協力会に所属する日本人牧師15人を率いて韓国を訪問し、慰安婦の抗議集会（水曜集会）に出席。吉元玉と金福童に対して「日本人として同じ日本人が犯した罪に対し心から謝罪する」と赦しを求めた。
2019年、三・一運動から100年の節目の年とし、日韓親善宣教協力会に所属する日本人牧師17人を率いて韓国を訪問し、提岩里教会事件が起きた京畿道華城市の教会に赴いて「日本人たちをお許しください」「日本の過去の侵奪を深く謝罪します」と床にひざまずいて謝罪する様子が韓国で報道された。

### ラジオ伝道
戦後長く福音ラジオ伝道師といえば、朝の番組「世の光」を担当した羽鳥明が、知られている。一方、尾山は、太平洋放送協会からラジオ放送の依頼を受け、人生論的アプローチで福音を語った。ニッポン放送の番組「憩いの窓」で、深夜放送聴取率第一位を獲得。他にFEBCでも福音派を代表する牧師としてメッセージを受け持った。

### 強制性交裁判における弁護
2010年6月30日に卞在昌宣教師が起訴された準強姦裁判の証人尋問で、被告側の証人として証言している。同年2月には「教会潰しの黒幕がいて、教会や牧師に不満を持つ分子にけしかけている」「裁判にまで訴える者さえ現れる始末」「聖書は兄弟が罪を犯しているのを見たら、その人が悔い改めるように助けて上げると書いてある」「裁いたり、責めたりするのは、パリサイ派の人たちがしたことで、主イエスはそんなことはしなかった」と弁護している。キリスト教徒が裁判を起こしてはいけないし、犯罪を犯した宣教師は「神の僕(しもべ)」なので無条件で赦すべきとの弁護証言は、性犯罪加害者への加担だと糾弾されている。なお、この裁判は2011年6月3日に被告の無罪が確定している。

## 福音派と聖霊派
主イエス・キリストの地上最後の祈りは、クリスチャンの一致の祈りである。
同じ聖書信仰に立つ福音派と聖霊派に争いがあることが、リバイバルの妨げになっていると考え、両者の交わりのために働いた。
1998年9月18日から東京の武道館で東京リバイバル・ミッションが開催された時、尾山は大会会長を務め、福音派と聖霊派の協力のための働きをした。
尾山はマーティン・ロイドジョンズの『ジョイ・アンスピーカブル』を、両者の誤解を解くための最も重要な本として推薦した。
同書は2008年に地引網出版から武藤敬子訳、尾山令仁監修により『栄えに満ちた喜び - 聖霊のバプテスマとは何か』との翻訳の題名で出版された。

## 経歴
- 1927年 東京生まれ。東京のゴスペル・アワーに日系二世の米軍兵士に誘われて信仰の決心をして入信する。
- 早稲田大学大学院博士課程修了。
- 1953年 東京神学塾卒業。東京神学塾の教師を務める。
- 高田馬場で開拓伝導を開始し、単立高田馬場教会(後に聖書キリスト教会と名称変更)を設立する。
- 東京神学校を開設する。校長として後継者の育成に努める。
- 1970年、新改訳聖書旧約の出エジプト記とヨシュア記の翻訳を担当した。この時には教会学校で幼い子どもたちが何も疑わず暗唱聖句として競って覚えた言葉が、やがて一夜にして変わることが日本の教会に試練を与えるとは、夢想だになかった。
- 個人で聖書全巻を翻訳した。（現代訳聖書）
- 1980年のビリー・グラハム東京国際大会の大会実行副委員を務めた。
- 1995年韓国のキリスト教界より世界聖霊奉仕賞受賞
- 2007年日本のキリスト教界の福音派より日本福音功労賞受賞
- 2008年キリスト教殉教者記念研修会館代表
- 2010年世界宣教東京大会顧問
- 2010年 世界福音キリスト教会のビュン宣教師が教職者を含む複数の女性信者に対して1990年代後半から継続的な性的加害行為を行っていたとして起訴された事件の裁判において、被告の弁護側に立ち証言を行った[3]。被告は2011年に無罪が確定。なお、被告は2016年に別件性犯罪で集団訴追を受けることとなる。
- 2013年厚木市にて厚木聖書キリスト教会を設立、主任牧師として就任。
- 2023年5月16日、誤嚥のため死去[1]。満96歳没。

## 著書

### いのちのことば社
- 『キリスト教と科学』（いのちのことば社） 1955年
- 『いこいの窓』（いのちのことば社） 1964年
- 『おとなの責任 子をもつ親のために』（いのちのことば社） 1972年
- 『死への備え  死および死後の世界』（いのちのことば社） 1973年
- 『魅力ある女性への道』（いのちのことば社） 1976年
- 『ほんとうの祈り 祈りのいろはから奥義まで』（いのちのことば社） 1986年
- 『愛あるかぎり 女性の生きがい』（いのちのことば社） 1986年　ISBN 4264002982
- 『クリスチャンホームの備え』（いのちのことば社） 1987年 ISBN 4264008441
- 『父親の責任母親の責任』（いのちのことば社） 1988年　ISBN 4264009618
- 『一問一答』（いのちのことば社） 1989年 ISBN 426401025X
- 『信仰生活の手引き』（いのちのことば社） 1989年 ISBN 4264010306
- 『結婚の備え』（いのちのことば社） 1990年 ISBN 4264011906

### 羊群社
- 『さすらい』（羊群社） 1960年
- 『ピレモンへの手紙 私訳と注解』（羊群社） 1960年
- 『旧約聖書ヒブル語文法』（羊群社） 1961年
- 『聖書の概説』（羊群社） 1964年
- 『創世記 私訳と講解』（羊群社） 1975年
- 『教会の歴史』（羊群社） 1976年
- 『ガラテヤの諸教会への手紙 私訳と講解』（羊群社） 1976年
- 『コロサイ教会への手紙 私訳と講解』（羊群社） 1977年
- 『ピリピ教会への手紙 私訳と講解』（羊群社） 1977年
- 『聖書の講解』（羊群社） 1977年
- 『牧会余話』（羊群社） 1977年
- 『出エジプト記 私訳と講解』（羊群社） 1978年
- 『マタイによる福音書 私訳と講解』（羊群社） 1979年
- 『現代人の聖書翻訳裏話』（羊群社） 1979年
- 『使徒たちの働き 私訳と講解』上・下（羊群社） 1980年
- 『ローマ教会への手紙 私訳と講解』（羊群社） 1990年 ISBN 4872070976
- 『生きて働かれる神』（羊群社） 1990年
- 『ヨハネによる福音書 講解』（羊群社） 1993年
- 『ほんとうの祈り』（羊群社） 1994年
- 『日本人とキリスト教の受容』（羊群社） 1995年 ISBN 4897020263
- 『聖書の概説』（羊群社） 1996年
- 『テサロニケ教会への手紙 私訳と講解』（羊群社） 1997年
- 『キリスト教式文 - 信仰告白、公私の場における祈り』（聖書キリスト教会、羊群社） 2002年
- 『ヘブル人クリスチャンへの手紙 講解』（羊群社） 2003年 ISBN 4897020352
- 『ピリピ教会への手紙 私訳と講解』（羊群社） 2003年 ISBN 4897020379
- 『聖書の教理』（羊群社） 2003年 ISBN 4897020360
- 『ルカによる福音書 講解』羊群社 2006年 ISBN 4897020395
- 『エペソ教会への手紙 私訳と講解』（羊群社） 2008年 ISBN 9784897020419
- 『死後のことについて本当のことを知りたい』（羊群社） 2011年 ISBN 9784897020440

### その他
- 『不死 - 死後の問題の解明』（ローレン・ベットナー、訳、聖書研究出版会） 1957年
- 『聖書緒論』（聖書図書通信聖書学校） 1959年
- 『聖書の権威』（日本プロテスタント聖書信仰同盟） 1980年
- 「鷺宮家の教会のころ」（山本芳子記念文集刊行会、山本和編、国際文献印刷社、『生ける過去 - 山本芳子の思い出』収録） 1981年
- 『開かれた聖書 ユダヤ思考とギリシャ思考 現代訳聖書翻訳雑感』（ニューライフ出版社） 1984年 ISBN 4822500799
- 『日本人とキリスト教』（恩寵社） 1987年
- 『聖書翻訳の歴史と現代訳』（暁書房） 1989年
- 『信仰生活の手ほどき』（キリスト新聞社） 1989年　ISBN 4873952034
- 『キリストの生涯』（恩寵社） 1991年
- 『心の健康・体の健康』（恩寵社） 1992年
- 『光のある間に あなたの心の深みに届く光がある』（共著、プレイズ出版） 1998年
- 『今も生きておられる神』（プレイズ出版） 2000年　ISBN 4938764520 - 自伝
- 『クリスチャンの和解と一致』（地引網出版） 2007年　ISBN 9784901634144
- 『栄えに満ちた喜び - 聖霊のバプテスマとは何か』（マーティン・ロイドジョンズ、武藤敬子訳、監修、地引網出版） 2008年 ISBN 4901634208